# Andromeda Nachrichten
Andromeda Nachrichten ist eine nichtkommerzielle Clubpublikation des Science Fiction Club Deutschland, die seit 1970 erscheint und zurzeit von Sylvana Freyberg herausgegeben wird.

## Inhalt und Erscheinungsweise
Andromeda Nachrichten erscheint vierteljährlich für Vereinsmitglieder, sie kann auch von Nichtmitgliedern erworben werden. Die Publikation hat einen umfangreichen Anteil unterschiedlicher Science-Fiction- und Phantastik-Sparten unter anderem zu den Themen Literatur, Kino, Spiele, Perry Rhodan, Star Trek, SF-Fan-Satire  und Wissenschaft. Die Andromeda Nachrichten stellt die umfangreichste Publikation zum Thema Science-Fiction im deutschsprachigen Raum dar.

## Schwerpunkte
Schwerpunkt ist die Literatur, sowohl Science-Fiction als auch in geringerem Umfang Fantasy. Es werden Rezensionen von Mitgliedern zu erschienenen Büchern und Überblicke über in den letzten Monaten erschienene Publikationen veröffentlicht.